# Osiedle 700-lecia

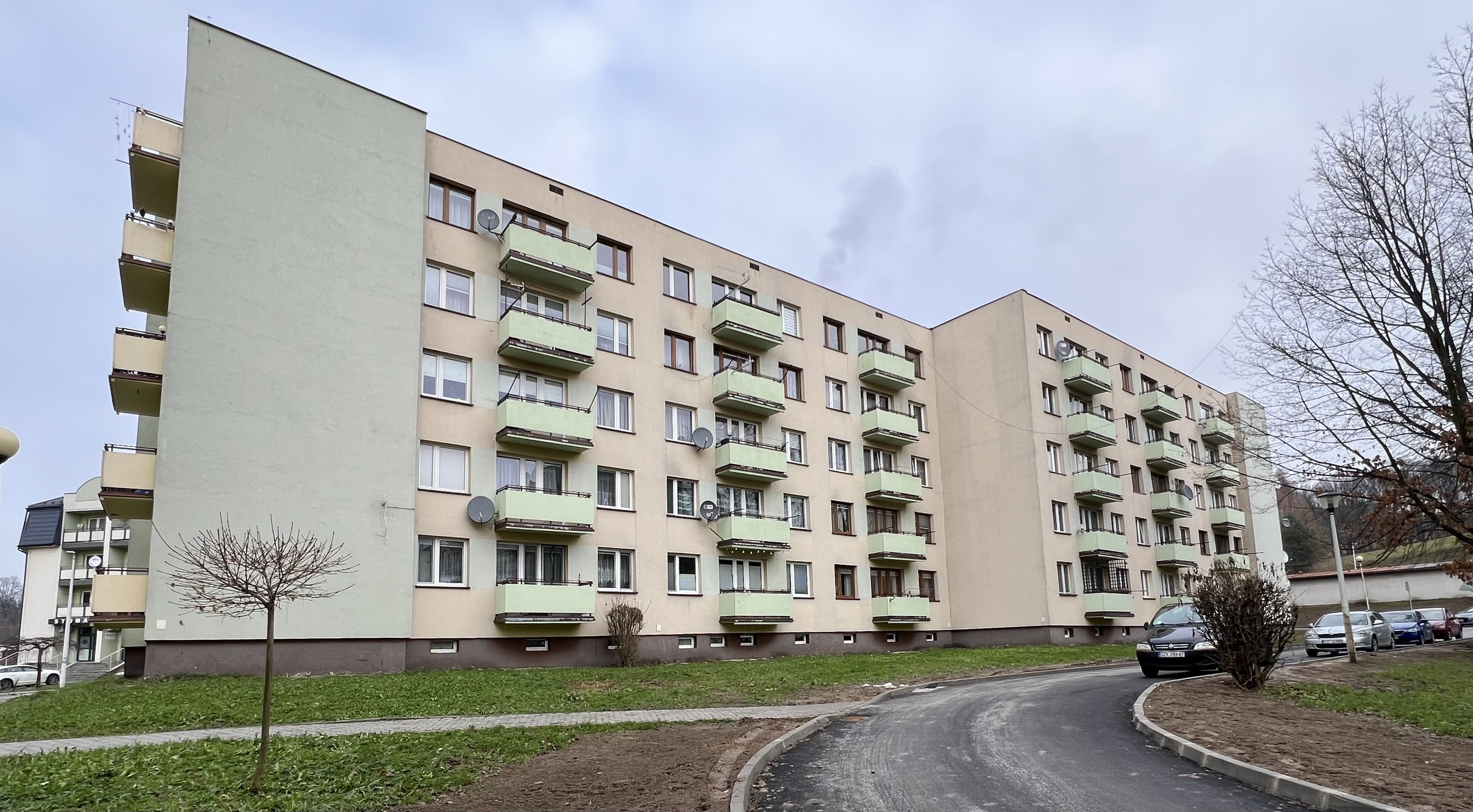
Budynek nr 35

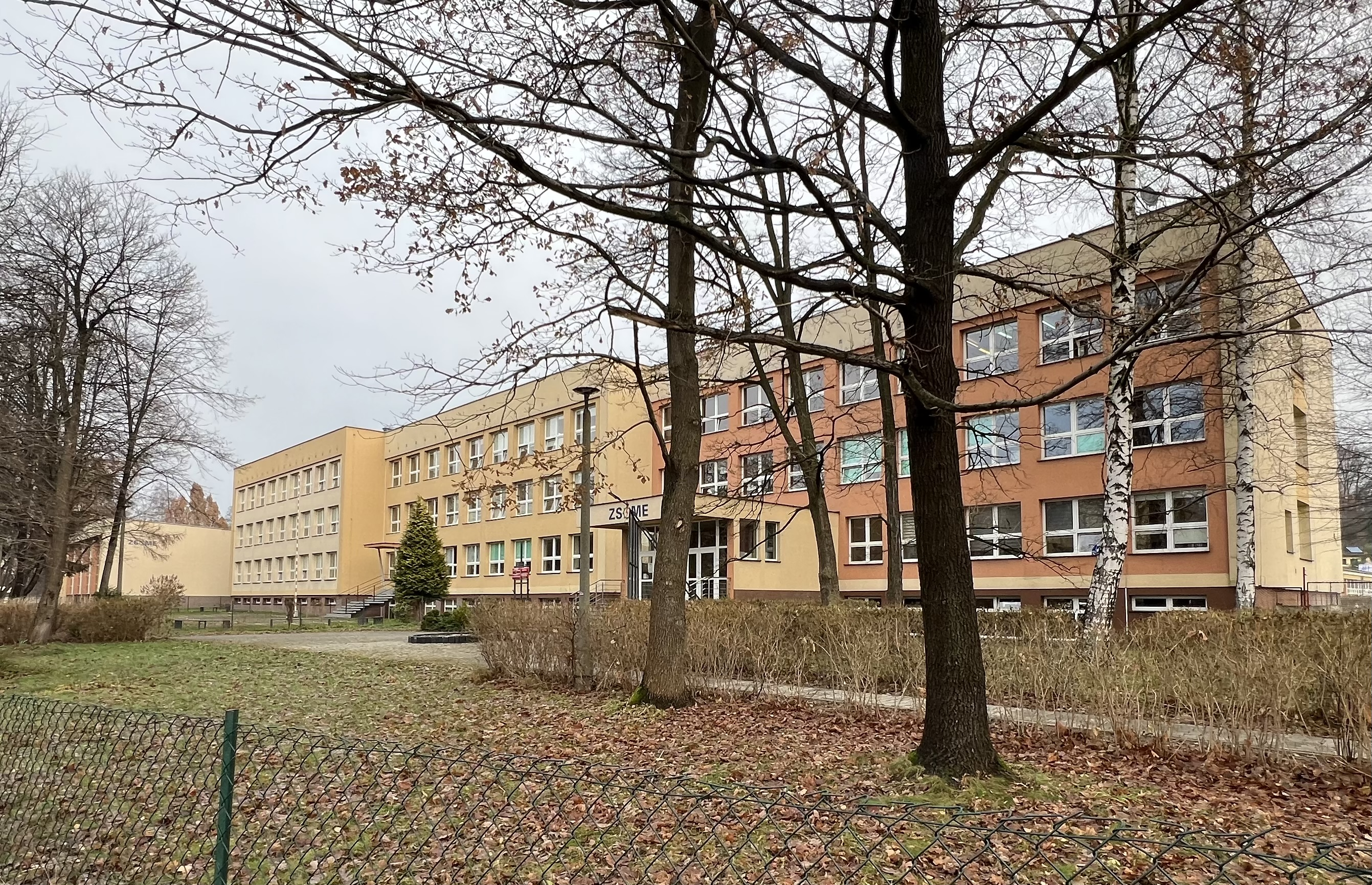
Zespół Szkół Mechaniczno-Elektrycznych

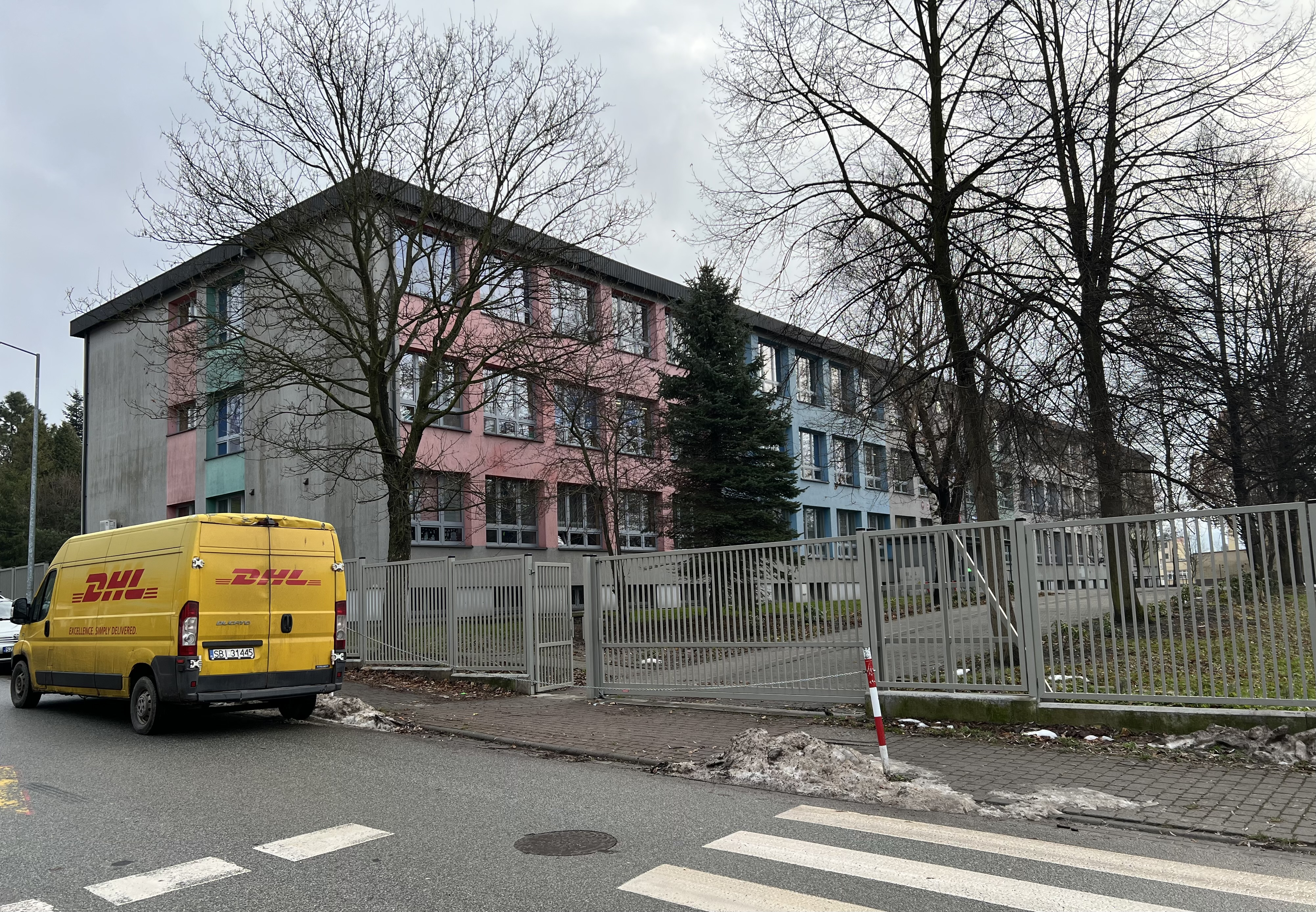
Szkoła Podstawowa nr 5

Osiedle 700-lecia – wielki zespół mieszkaniowy w Żywcu, w dzielnicy Śródmieście.
Osiedle składa się z bloków położonych przy ulicach: Powstańców Śląskich, Komisji Edukacji Narodowej, Jana, Południowej, Habsburgów oraz Alei Piłsudskiego.
Od południa graniczy z Osiedlem Pod Grapą i dzielnicą Sporysz, od północy – z Osiedlem Młodych, od wschodu – z rezerwatem Grapa, a od zachodu ograniczone jest Aleją Piłsudskiego.
Największe w Żywcu osiedle mieszkaniowe rozpoczęto budować początkiem lat 70. i pierwszym ukończonym budynkiem został blok nr 3, którego budowę zakończono w 1973. Prace nad stawianiem kolejnych bloków kontynuowano przez kolejne lata, a ostatnim z nich został budynek nr 12, którego budowę ukończono w 1992.
W 1977 otwarty został tu żłobek na 75 miejsc. Ponadto w 1981 na osiedlu została uruchomiona biblioteka, działająca jako filia nr 5 Miejskiej Biblioteki Publicznej.
Na pierwotną strukturę osiedla składają się 34 bloki (3 bloki trzykondygnacyjne, 28 pięciokondygnacyjnych i 3 dziewięciokondygnacyjne wieżowce) o numeracji 1-8, 12-18, 21-33, 35-40, z czego najstarszy to blok nr 3 pochodzący z 1973 roku, a najpóźniej wybudowany został blok nr 12 z 1992 roku. 30 budynków jest własnością Spółdzielni Mieszkaniowej „Gronie”, a pozostałe cztery – Żywieckiego Towarzystwa Budownictwa Społecznego. W 2018 osiedle zostało uzupełnione o nowo powstały budynek nr 34, należący do Spółdzielni Mieszkaniowej „Gronie”.
Przy ul. Powstańców Śląskich 4 zlokalizowany jest budynek Szkoły Podstawowej nr 5, otwarty w 1966 i rozbudowany o nowe skrzydło w latach 1992–1994. W 1975 przy ul. Komisji Edukacji Narodowej otwarty został ponadto kompleks budynków mieszczących siedzibę Zespołu Szkół Mechaniczno-Elektrycznych wraz z warsztatami oraz internatem. Szkołę przeniesiono tu wtedy z dotychczas użytkowanego przez nią budynku przy ul. Grunwaldzkiej.
26 października 2024 został przy skrzyżowaniu ulic Komisji Edukacji Narodowej i Jana został oddany do użytku kompleks sportowo-rekreacyjny, powstały na miejscu istniejącego wcześniej w tym miejscu placu zabaw. W skład obiektu wchodzi placu zabaw, siłownia zewnętrzna, boisko do piłki nożnej oraz trzy boiska do siatkówki plażowej.
Na terenie osiedla położony jest ponadto pawilon handlowy (wybudowany w 1981, następnie przebudowany i otwarty 12 maja 2012 pod nazwą Galeria „Kolorowa”), supermarkety Biedronka i Stokrotka, Żłobek Miejski nr 1, place zabaw dla dzieci, siedziba Spółdzielni Mieszkaniowej „Gronie” (wybudowana w 1990 i użytkowana od listopada 1991) oraz szereg mniejszych sklepów i kiosków, rozlokowanych głównie przy ul. Południowej. 
Znajduje się tu pięć przystanków komunikacji miejskiej (Policja, Piłsudskiego II, Gronie, Biedronka, Lecznica), na których zatrzymują się autobusy linii 1, 2, 3, 5, 6, 9, 10, 12, 13, i 15.
Z osiedlem sąsiadują bloki wybudowane po 1999 roku przy ul. Komisji Edukacji Narodowej, Folwark i Południowej, które stanowią przestrzennie jego kontynuację, jednak charakteryzują się odmiennym stylem budowy, kontrastującym z modernistycznymi zabudowaniami osiedla.